# Pascual Mamone
Pascual „Cholo“ Mamone (*  22. April 1921 in Buenos Aires; † 15. September 2012) war ein argentinischer Bandoneonist, Arrangeur, Bandleader und Tangokomponist.

## Leben
Mamone trat ab 1936 mit einem Orchester José Oteros auf. Pedro Maffia unterrichtete ihn ab 1939 und nahm ihn 1942 in sein Orchester auf, dem er bis 1944 angehörte. Danach begann er seine Laufbahn als Arrangeur. Als Bandoneonist und Arrangeur gehörte er Ende der 1940er Jahre dem Orchester Florindo Sassones und danach dem Orchester Joaquín Do Reyes’ bei Auftritten bei Radio El Mundo  und Tourneen durch Argentinien an. Die gleichen Funktionen hatte er von 1954 bis 1964 im Orchester Alberto Moráns und darauf im Begleitorchester Miguel Monteros. Wegen des nachlassenden Interesses an der Tangomusik gab er danach seine Aktivität als Bandoneonist auf.
Bereits ab 1949 schrieb Mamone Arrangements für Osvaldo Pugliese, daneben auch für Roberto Caló, in dessen Orchester er gelegentlich Bandoneon spielte, für Alfredo Gobbi, José Basso, Enrique Francini und Pedro Laurenz. In den 1960er Jahren arrangierte er für Musiker wie Atilio Stampone und Leopoldo Federico. Er schrieb auch Arrangements für Tangosänger wie Rodolfo Lesica, Juan Carlos Cobos, Reynaldo Martín, Ricardo Pereyra, Francisco Llanos, Norma Ferrer, Choly Cordero, Silvana Gregori, Patricia Lasala und María Volonté.
1974 nahm er seine Aktivität als Bandoneonist im Orchester Monteros wieder auf. Noch in den 1990er Jahren leitete er kleine Tangoensembles, begleitete Tangosänger bei Auftritten und Aufnahmen und war Dirigent des Orquesta Municipal del Tango von San Martín mit den Sängern Choly Cordero und Luis Linares.

## Kompositionen
- Cuando era mía mi vieja
- Te quiero más (Text von Abel Aznar)
- Al latir de Buenos Aires (Text von Norberto Rizzi)
- Noche de duendes (Text von Haidé Daiban)
- Hay lugar (Text von Haidé Daiban)
- Platea (Text von Haidé Daiban)
- Negroide (instrumental)
- Con lirismo (instrumental)
- Vislumbrando (instrumental)